# Futebol Clube Cesarense
El FC Cesarense es un equipo de fútbol de Portugal que juega en la Primera División de Aveiro, la cuarta liga de fútbol más importante del país.

## Historia
Fue fundado en el año 1932 en la ciudad de Cesar de Oliveira de Azeméis en el Distrito de Aveiro y está afiliado a la Asociación de Fútbol de Aveiro, por lo que puede jugar la Copa de Aveiro y han participado en la Copa de Portugal en algunas ocasiones. Nunca han participado en la Primeira Liga.

## Palmarés
- III Divisão: 1

2011/12
- Primera División de Aveiro: 3

1982/83, 1984/85, 2008/09
- Segunda División de Aveiro: 3

1957/58, 1971/72, 1972/73
- Copa de Aveiro: 1

2007/08